# Max van Gelder
Marcus van Gelder, detto Max (Jakarta, 20 ottobre 1924 – Heerenveen, 7 dicembre 2019), è stato un pallanuotista olandese.
È stato un pallanuotista olandese che vinse il Campionato Europeo 1950 e si classificò quinto alle Olimpiadi di Helsinki 1952.